# Jody McBrayer
Pour les articles homonymes, voir McBrayer.
Jody McBrayer est un chanteur, compositeur et interprète américain, né en Floride le 25 juin 1970. Il a été membre du groupe Truth et il est surtout connu pour être l'un des leaders et solistes du groupe de musique chrétienne contemporaine Avalon.

## Biographie
Jody McBrayer est né en Floride le 25 juin 1970. Il a été élevé dans la famille d’un pasteur baptiste. Il a étudié à l’Université Liberty .

## Carrière
En 2002, il sort un l'album This Is Who I Am chez Sparrow Records dont l'un des titres Never Alone est un duo avec la chanteuse portoricaine Jadyn Douglas. Il rencontre le succès sur les radios chrétiennes avec le titre To Ever Live Without Me. Dans les interviews qu'il accorde au sujet de cet album, il déclare que la disparition de son père Clyde Sonny McBrayer le 13 septembre 2000 « a apporté un moment de révélation. Je suis rentré chez moi avec tellement sur le cœur et une vision pour l'exprimer. Bien qu'Avalon ait un fondement de mission commune, ces sentiments sont trop personnels pour un groupe. ». Sa dernière collaboration avec le groupe, avant son départ forcé, est l'album Another Time, Another Place dont il a composé notamment le duo éponyme interprété par Sandi Patty et Wayne Watson, le titre El Shaddai chanté par Amy Grant, For The Sake of the Call par Steven Curtis Chapman.
En 2007, il quitte Avalon, pour raisons médicales, une cardiomyopathie hypertrophique curable. Il réintègre le groupe en août 2018.
Le 12 février 2016, il sort l'album Keep Breathing chez StowTown Records.
Ayant réintégré le groupe Avalon en août 2018, une tournée est prévue pour 2019.

## Vie privée
Il est marié à Stephanie Harrisson avec laquelle il a une fille, Sarah Clayton McBrayer, née en 2005[réf. nécessaire].

## Discographie
- This Is Who I Am, Sparrow Records, 2002 ;
- Keep Breathing, StowTown Records, 2016.

## Sources
- (en) Cet article est partiellement ou en totalité issu de l’article de Wikipédia en anglais intitulé « Jody McBrayer » (voir la liste des auteurs).